# Tarell Alvin McCraney
Tarell Alvin McCraney (Miami, 17 de outubro de 1980) é um ator e escritor estadunidense vencedor do Oscar de Melhor Roteiro Adaptado por Moonlight. Atualmente, é o presidente da instituição Yale School of Drama, faculdade pertencente à Universidade Yale. Também é membro da Castellanos Projectos, Steppenwolf Theatre Company e Royal Shakespeare Company.
Dentre suas obras mais reconhecidas estão Head of Passes, Run, Mourner, Run, In Moonlight Black Boys Look Blue e a trilogia The Brother/Sister Plays. Por conta de seus trabalhos, recebeu inúmeros prêmios, como Robert H. MacArthur Award, Whiting Writers' Award e Evening Standard Theatre Awards.